# Zmanim
Zmanim (in ebraico זְמַנִּים‎?, letteralmente: "tempi", sing. zman) sono tempi specifici del giorno usati per l'applicazione dei precetti ebraici della Halakhah (Legge ebraica).
- Nella Legge ebraica, un giorno di calendario per definizione va da "sera" a "sera". Ciò si basa sulla ripetizione della frase "... E fu sera e fu mattina ..." — la sera che precede la mattina — nella narrazione della Creazione.[1]
- Inoltre la legge ebraica richiede che vengano svolte certe attività "durante il giorno" — o in certi momenti del giorno — mentre altre attività devono essere svolte "di notte" — o in un certo momento della notte.

Per entrambi i casi, lo stato delle ore crepuscolari subito dopo il tramonto o poco prima dell'alba è ambiguo. L'Ebraismo fornisce le proprie definizioni per questo periodo; allo stesso tempo, varie autorità rabbiniche differiscono su come tali definizioni debbano essere applicate per scopi diversi.

## Computo

### Interpretazione

Cronometro

Il Talmud spesso fornisce il calcoli di questi zmanim in termini del tempo che occorre per percorrere una certa distanza, definita in "mil". La maggior parte delle autorità calcolano il tempo necessario per percorrere un mil equivalente a 18 minuti, sebbene ci siano opinioni che lo portano fino a 24 minuti. Molte autorità in verità sostengono che tali calcoli siano assoluti: se per esempio la sera segue il tramonto secondo "la quantità di tempo necessaria per camminare quattro mil", ciò significa "72 minuti dopo il tramonto", in tutti i luoghi in tutte le date. Altre autorità, in particolare quelle che vivono in latitudini più alte, notano che l'oscurità del cielo, 72 minuti dopo il tramonto (per esempio) può variare notevolmente da luogo a luogo e da data a data. Sostengono quindi che "72 minuti dopo il tramonto" in realtà si riferisce a quanto sia scuro il cielo 72 minuti dopo il tramonto a Gerusalemme in un equinozio. Quindi quel grado di oscurità è stimato come vero quando il sole è tramontato un certo numero di gradi sotto l'orizzonte (per esempio, 7°5' sotto l'orizzonte), e questo diventa lo standard effettivo utilizzato per tutti i luoghi e tutte le date.

### Sera
Il giorno di calendario termina la sera e il giorno successivo inizia. Il Talmud afferma che vi è incertezza sul fatto che la giornata si concluda al tramonto o di notte, cosicché il tempo intermedio ha uno stato di dubbio. Il Talmud in Pesachim sostiene che ci sono quattro mil tra tramonto e notte. Tuttavia, il Talmud nel Trattato Shabbat afferma che ci sono solo tre quarti di mil tra tramonto e notte.
- I Geonim ed il Gaon di Vilna spiegano che la seconda interpretazione è quella corretta.
- Rabbenu Tam e molti altri Rishonim asseriscono invece che ci sono due "tramonti", il primo dei quali [tramonto reale] è di quattro mil prima del crepuscolo, e il secondo che è solo di tre quarti di mil prima.[6]

Secondo la prima opinione, il crepuscolo è 13½-18 minuti dopo il tramonto (o il suo equivalente, col sole che scende 3-4° sotto l'orizzonte). Secondo la seconda opinione, il crepuscolo arriva esattamente 72 minuti dopo il tramonto (o suo equivalente, quando il sole è sceso tra i 6,45 e i 16,1 gradi sotto l'orizzonte).
In pratica, quando la questione è se sia troppo tardi per fare qualcosa che deve essere fatto di giorno, la pratica è quella di seguire uno dei pareri precedenti. Quando la questione invece è se sia troppo presto per fare qualcosa che deve essere fatto di notte, la pratica è quella di seguire uno dei pareri successivi. Per calcolare la fine dello Shabbat o delle principali festività, il desiderio di non finire lo Shabbat troppo presto, insieme alla descrizione del Talmud che pone la fine dello Shabbat in termini di comparsa di stelle nel cielo, fa propendere per l'uso dei pareri successivi.(cfr. Fine dello Shabbat sotto.)

### Mattina
Esiste anche una diversità di opinioni su quando si possa iniziare a condurre attività che devono essere svolte durante il giorno:
- Prima luce (aurora), quando si comincia a vedere della luce, o
- Alba, quando la sfera del sole sorge sopra l'orizzonte.

Il Talmud in Pesachim (cfr. supra) detiene simmetricamente che il tempo tra l'aurora e il sorgere del sole è anche il momento in cui si può camminare quattro mil. Per i calcoli della mattina, l'aurora è normalmente avvenuta quando il sole è 16,1° sotto l'orizzonte, o 72 minuti o 90 minuti fissi. prima del sorgere del sole (alba).
Appena dopo l'aurora è il tempo noto come misheyakir, "quando uno può riconoscere [un altro a distanza di quattro cubiti]." Questo calcolo viene usato come il primo tempo per indossare gli tzitzit, e in parallelo, i tefillin, perché questo è il momento in cui il filo blu dei tzitzit può essere distinto dai fili bianchi. Misheyakir è sempre calcolato rispetto alla stagione e al luogo, e si verifica quando il sole è 10,2-11,5 gradi sotto l'orizzonte.

### Orari stagionali
Per quasi tutti gli scopi halakhici, ogni giorno è diviso in dodici "ore" uguali. Ci sono due importanti opinioni:
- Il rabbino talmudista polacco Abraham Abele Gombiner (1635–1682, noto come il Magen Avraham) sostiene che, poiché si possono fare attività "diurne" tra l'alba e il tramonto, si calcola il giorno dall'aurora al crepuscolo, e si divide tale periodo in dodici parti. (Per questo scopo, Magen Avraham definisce l'aurora come 72 minuti prima del sorgere del sole, e il crepuscolo come 72 minuti dopo il tramonto).
- Il Gaon di Vilna sostiene che, sebbene le attività "diurne" possano iniziare già all'aurore e terminare al più tardi al calar della notte, il loro tempo corretto lechatchila (ab initio) è dall'alba al tramonto, per cui si calcola il giorno dall'alba al tramonto e si divide quel periodo in dodici parti.[6]

Il risultato è che "i tempi del Magen Avraham" occorrono prima la mattina di quelli dei "tempi del Gaon di Vilna"; in pratica ci sono comunità che seguono una o l'altra di tali posizioni interpretative. Per gli orari pomeridiani, gli orari del Gaon di Vilna sono più anticipati e seguiti quasi universalmente.
Questi sono chiamati "stagionali" o "variabili", perché dipendono dalla lunghezza di tempo tra l'alba (o aurora) e al tramonto (o crepuscolo), e variano nel corso dell'anno. Vicino a New York, per esempio, un'"ora stagionale" basata sui calcoli del Gaon di Vilna dura circa 45 minuti all'approssimarsi del solstizio d'inverno, circa 60 minuti all'approssimarsi degli equinozi, e circa 75 minuti all'approssimarsi d'estate.

## Tempi

Il sorgere del sole (con anelli di diffrazione)

### Prima luce
L'aurora (in ebraico עֲלוֹת הַשַּׁחַר‎?, Alot Hashachar, anche "prima luce") si riferisce a quando i primi raggi di luce sono visibili e appaiono di mattina.
- Se uno non ha recitato la Shemà serale entro questo periodo di tempo, e l'omissione non è dovuta a negligenza, si può ancora recitare ora, fino al sorgere del sole, sebbene non si possa però recitare Hashkiveinu o Baruch Hashem L'Olam.
- Se uno ha recitato la preghiera Shacharit dopo questo tempo, ha osservato il suo obbligo ex post facto. Inoltre, la maggioranze delle mitzvot che devono essere osservate durante il giorno (come le Quattro specie o Hallel) possono essere fatte dopo questo tempo, almeno ex post facto.
- Non si usano il tallit e i tefillin prima della misheyakir (משיכיר).

### Alba
L'alba (in ebraico נֵץ הַחַמָּה‎?, Netz Hachamah) si riferisce a quel momento temporale quando la sfera del sole si alza oltre l'orizzonte. Tecnicamente, è preferibile recitare la Shemà mattutina appena prima questo momento e iniziare l'Amidah appena dopo, sebbene oggigiorno ciò sia fatto raramente. La maggioranza delle mitzvot che devono essere osservate durante il giorno (come per es. le Quattro specie o Hallel) dovrebbero essere fatte durante questo tempo ab initio.

### Sof Zman Kriyat Shema
Sof Zman Kriyat Shema (in ebraico סוֹף זְמַן קְרִיאַת שְׁמַע‎?) significa "fine del tempo per dire la Shema [mattutina]". Rappresenta tre ore halakhiche del giorno. Tali ore sono variabili/stagionali e si riferiscono ad un dodicesimo del tempo tra l'aurora e il crepuscolo (secondo il Magen Avraham) oppure un dodicesimo del tempo tra il sorgere ed il tramontare del sole (secondo il Gaon di Vilna). Quest'ultimo tempo è sempre trentasei minuti dopo il precedente (quello secondo il Magen Avraham).

### Sof Zman Tefilah
Sof Zman Tefilah (in ebraico סוֹף זְמַן תְּפִלָּה‎?) significa "fine del tempo per dire l'Amidah Shacharit". Rappresenta quattro ore (variabili) del giorno. Anche qui si applicano le osservazioni di cui sopra, con il tempo più posticipato che avviene 24 minuti dopo il tempo più anticipato. Tuttavia, poiché l'Amidah è solo richiesto rabbinicamente (a differenza della Shema che è imposta biblicamente), è comune a fare affidamento sul tempo posticipato, e pochi calendari pubblicano il tempo anticipato.

### Mezzogiorno
Mezzogiorno (in ebraico חֲצוֹת הַיּוֹם‎?, Chatzot Hayom o solo Chatzot) è la dodicesima ora della giornata nel fuso orario di riferimento, e separa il mattino dal pomeriggio. L'orario opposto è la mezzanotte e può anche essere definito come il punto mediano tra alba e tramonto o l'equivalente tra l'aurora ed il tramonto. Questo è l'ultimo tempo per recitare l'Amidah Shacharit, ex post facto. Nello Shabbat e durante le festività ebraiche, si dovrebbe mangiare prima di questo tempo (eccetto che per Rosh haShanah). Nel Tisha b'Av ci si può sedere su una sedia in questo tempo, e coloro che digiunano per Erev Rosh haShanah di solito mangiano in questo periodo di tempo.

### Mincha Gedolah
Minchah Gedolah' (in ebraico מִנְחָה גְּדוֹלָה‎?, lett. la "Minchah Maggiore"), mezz'ora variabile dopo mezzogiorno, è il primo periodo di tempo in cui si può recitare Minchah, sebbene si debba cercare, se possibile, di aspettare fino a Minchah Ketanah. Durante Yom Kippur, la congregazione deve iniziare Mussaf entro questo tempo, perché altrimenti sono obbligati a recitare per prima la preghiera più frequente (Minchah).

### Mincha Ketanah
Minchah Ketanah (in ebraico מִנְחָה קְטַנָּה‎?, letteralmente la Minchah Minore), due ore e mezza variabili prima del tramonto, è il primo tempo preferibile per recitare la Minchah.

### Plag Hamincha
Plag Hamincha (in ebraico פְּלַג הַמִּנְחָה‎?, lett. "metà Minchah") è il punto mediano tra Minchah Ketanah ed il tramonto, cioè un'ora e un quarto variabili prima del tramonto. Se uno recita la Minchah prima di questo tempo, può recitare Maariv successivamente (alla conclusione dello Shabbat ciò può esser fatto solo in circostanze attenuanti). Altrimenti si deve aspettare fino al tramonto, a meno che si stia pregando come congregazione.

### Tramonto
Il tramonto (in ebraico שְׁקִיעַת הַחַמָּה‎?, Shkiyat Hachamah) è il momento in cui un astro scompare sotto l'orizzonte. Esso precede il crepuscolo quando prima iniziano a comparire in modo "intermittente" le tenebre della sera fino al "completamento" del compimento dell'inizio avvenuto per intero della sera e/o anche notte, fase della durata di circa mezz'ora in cui la volta celeste conserva [a tratti di tempo e non in parte e/o parti] il chiarore e luminosità. Il nuovo giorno inizia a questo punto per quasi tutti gli scopi. Per esempio, la data di calendario cambia, e un pasto consumato ora include le aggiunte del nuovo giorno per la Preghiera dopo i pasti (eccetto alla conclusione dello Shabbat). Le mitzvot che devono essere osservate durante il giorno non si possono più adempiere ab initio. Non si deve ritardare la Minchah oltre questo tempo. Maariv può essere recitata ora, sebbene molti aspettino fin dopo il crepuscolo.

### Bein Hashemashot
Bein Hashemashot (in ebraico בֵּין הַשְּׁמָשׁוֹת‎?, lett. "tra i soli") è il periodo tra il tramonto e il crepuscolo, ed è considerato un tempo di dubbia definizione e stato. Si applicano le restrizioni dello Shabbat, dei festival, e dei digiuni sia dei giorni precedenti che di quelli successivi. Per esempio, se il digiuno di Tisha b'Av segue subito lo Shabbat, nello Bein Hashemashot che interviene è vietato mangiare, bere e lavorare. Tuttavia ci sono mitigazioni/indulgenze occasionali.

### Crepuscolo
Il crepuscolo (in ebraico צֵאת הַכּוֹֹכָבִים‎?, Tzet Hakochavim) è descritto in dettaglio supra, in "Sera". Dopo il crepuscolo si considera che sia definitivamente iniziato il giorno seguente. Tutte le restrizioni del giorno precedente terminano, e si possono osservare tutte quelle mitzvot notturne (come per es. la Shemà serale, il Seder, o il Bedikas Chametz).

#### Fine dello Shabbat
In ebraico מוצאי שבת, la Fine dello Shabbat (o alternativamente la fine di un festival o digiuno), è descritta nel Talmud come un tempo in cui "tre stelle medie sono [visibili] in cielo." Si discute molto su cosa ciò significhi e, per il forte desiderio di non concludere lo Shabbat troppo presto, nella pratica si tende a considerare il significato più rigoroso. Esistono tre pratiche ampiamente osservate, tutte con supporto di letteratura halakhica:
- L'apparizione di tre stelle di medie dimensioni nel cielo (col sole 7°5' sotto l'orizzonte, o 42 minuti dopo il tramonto), come nel Talmud. Questa è una pratica normativa nell'Ebraismo conservatore. Nell'Ebraismo ortodosso, questa posizione è ampiamente utilizzata per la fine dei digiuni rabbinici, ma meno frequentemente per la fine di Shabbat o delle festività bibliche.
- L'apparizione di tre stelle piccole ampiamente spaziate tra loro nella volta celeste (col sole 8.5°-8.75° sotto l'orizzonte): pratica comune nella maggioranza dell'Ebraismo ortodosso.[11]
- "50 minuti dopo il tramonto" è una variante della succitata posizione. Rabbi Moshe Feinstein ha sentenziato in questo modo perché la maggioranza delle persone non riescono a calcolare quando avvengono gli "8.5° dopo il tramonto", e per 8.5° occorrono 50 minuti al massimo, vicino al solstizio d'estate, nella latitudine di molta parte degli Stati Uniti.[3]
- 72 minuti dopo il tramonto ("opinione di Rabbenu Tam"): equivalente ad altre definizioni del crepuscolo, e sicuro secondo tutte le opinioni. È pratica comune per le comunità chassidiche e altre haredi.

### Mezzanotte
La mezzanotte (in ebraico חֲצוֹת הַלַּילָה‎?, Chatzot Halaylah o semplicemente Chatzot) è l'istante di tempo che intercorre tra un giorno e il successivo. Nel linguaggio comune si usa per indicare la prima ora della giornata, come punto mediano tra crepuscolo e aurora, o equivalente tra tramonto e alba.
La Shemà serale deve essere recitata sino a quel momento anche se poi l'Halakhah fu ed è differente: la ragione di quella prima opinione fu per evitare il rischio di non adempiere a questa Mitzvah ma invero per Arvit può essere recitata sino a prima dell'alba, prima quindi che inizi a trasparire poca luce ad oriente o ad est, quando cioè non è più permesso per quella sera o notte; l'Afiqomen di Pesach deve essere consumato in questo tempo.

#### Origini
Il Talmud in Berachot impone che tutte le mitzvot "notturne" debbano essere compiute entro Chatzot, almeno ab initio, in caso la persona dovesse addormentarsi e quindi non adempiere le mitzvot. Alcuni si alzano in questo lasso di tempo e recitano Tikkun Chatzot, una serie di suppliche per la ricostruzione del Tempio.
Un Midrash Halakhah spiega le affermazioni di Rabbi Eliezer e Rabbi Yehudah secondo i quali:
- Dio, "Conoscitore" delle proprie ore e dei propri tempi/del proprio tempo, ha stabilito poi una netta separazione tra le ore diurne e le ore notturne e/o serali, ovvero tra luce e tenebra/e;
- la sera e/o notte è divisa in due parti;

Se ne deduce, secondo la presenza di ebrei in luoghi differenti del "Globo" Terrestre, che in quella discussione venne altresì considerata, come già premesso, la diffusione della luce o della tenebra serale o notturna in tempi differenti appunto secondo la posizione dei "testimoni", come ad esempio per Rosh Chodesh.

### AltriZmanim
Alla Vigilia di Pesach, non si può consumare chametz dopo quattro ore variabili, e deve essere bruciato prima di cinque ore variabili.
La preghiera Musaf deve preferibilmente essere recitata prima di sette ore variabili, in quei giorni in cui si deve recitare.

## Voci correlate

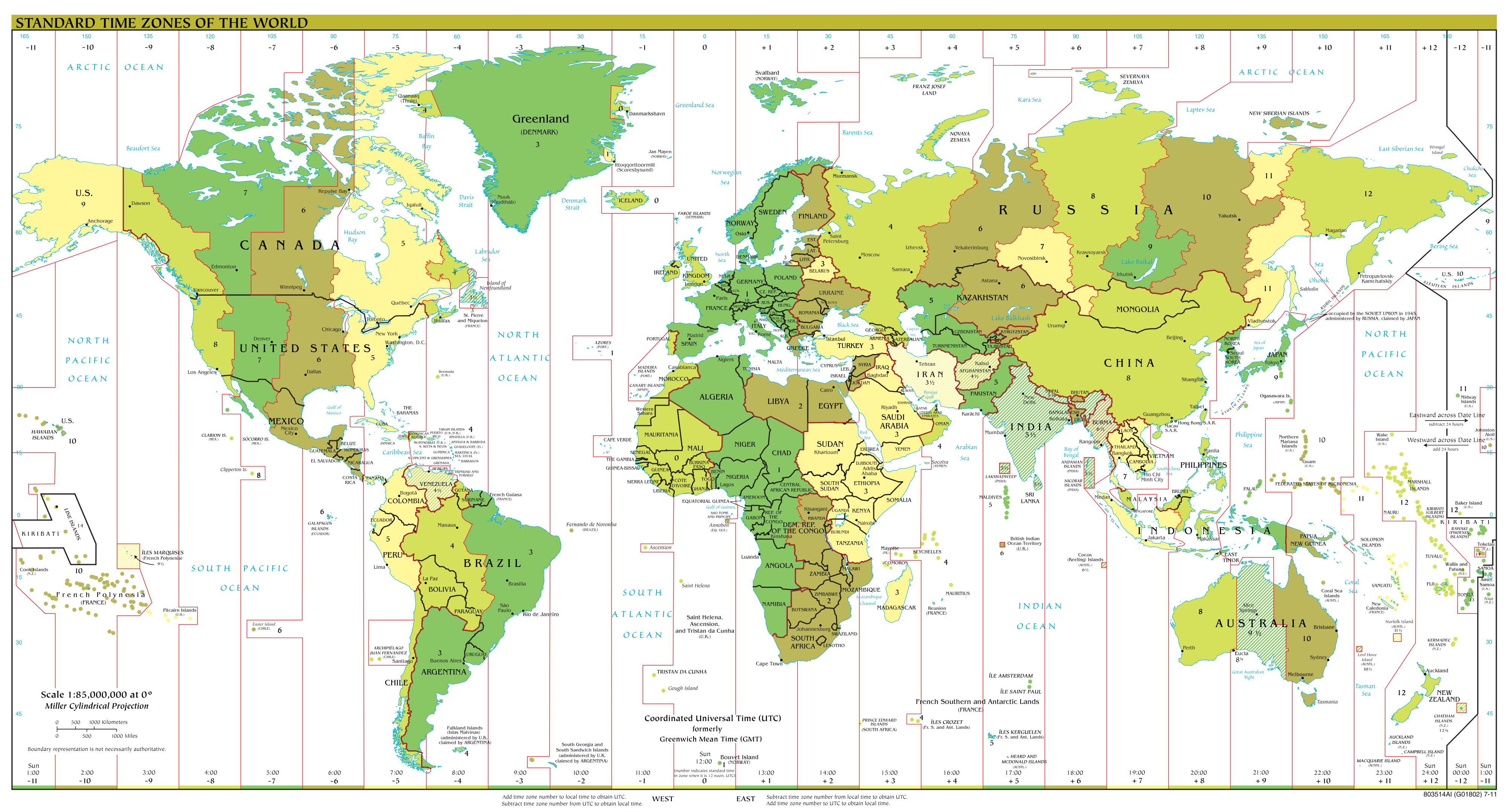
Fusi orari mondiali